# Nyau
Nyau, auch Nyao (bantu, in der Grundbedeutung „Initiation“, in anderen Übersetzungen auch Maske) ist ein Geheimbund der Chewa, eines Bantu-Volks aus Südostafrika. Der Geheimbund besteht ausschließlich aus Männern, die zuvor in einem Ritus in die Geheimnisse des Nyau-Bundes eingeführt, also initiiert werden müssen. Das Wort Nyau wird von Außenstehenden nicht nur für den Geheimbund an sich, sondern auch für die Tänzer, ihren rituellen Tanz, ihre Masken und Tiergestalten benutzt. Nyau verschwindet mit zunehmender Verwestlichung und wird mittlerweile vielerorts als Volkstanz betrachtet. Dies stimmt sicherlich nicht, sondern es ist vielmehr ein religiöser Tanz, der als Kommunikationsweg zwischen den Menschen und der Ahnenwelt angesehen werden sollte.
Die wichtigste Tätigkeit der Nyau-Mitglieder ist es, an Begräbnissen, Gedenkfeiern und Pubertätsinitiationen (bei Mädchen: Chinamwali) maskiert zu tanzen. Jeder Tänzer stellt mit seiner Maske einen bestimmten Charakter oder ein bestimmtes Tier dar.
Auch wenn einige andere Stämme ähnliche Geheimgesellschaften und Tänze entwickelt haben (einige Nguni, Yao und Mang'anja), kann der Nyau-Kult der Chewa als Ursprung angesehen werden, weshalb sich der Artikel nur auf diesen bezieht.

## Ursprung des Nyau-Kultes

### Geschichte
Wann der Nyau-Kult entstand, ist nicht schlüssig zu klären, was unter anderem daran liegt, dass es unter den Chewa verboten ist, darüber zu reden. Verstöße gegen diese Regel wurden zum Teil mit dem Leben bezahlt. Dies trifft insbesondere auf die Zeit zu, in der die ersten Missionare und Anthropologen ins Land kamen und Befragungen anstellten. Aufgrund dessen sind die ersten Beschreibungen vom Nyau-Bund und ihrem Tanz, dem „Gule Wamkulu“ (der große Tanz), sehr unpräzise. Über die Jahre und durch die zunehmende Missionierung der Chewa wurde das Verbot, über Nyau zu reden, weniger rigoros gehandhabt; die Ursprünge lassen sich aber dennoch nicht exakt  bestimmen. Es wird jedoch vermutet, dass die Chewa diesen Kult aus Katanga mitbrachten, von wo sie in ihre heutigen Siedlungsgebiete auswanderten.

### Entstehungsmythen
Es wurden mehrere Entstehungsgeschichten für den Nyau-Kult gefunden. Im Folgenden werden drei davon vorgestellt:
- Die verbreitetste Vorstellung vom Ursprung der Nyau[3] besagt, dass der Gott der Chewa (Chauta), als er die Erde und die Menschen erschuf, den Frauen außerdem Nyau gab. Nach einiger Zeit „nahmen“ sich die Chewa-Männer den Nyau-Kult und machten aus dem zuvor friedvollen und unschuldigen Tanz eine Tanzvorstellung mit wilden Tiermasken und obszönen Gesten und Worten, um die Frauen zu verschrecken. Als damals eine Frau meinte, dass sich unter den Masken auch nur Männer befänden, wurde sie getötet, da sie das Geheimnis der Nyau verriet. Seitdem wird von den Tänzern nur noch als zirombo (wilde Tiere) gesprochen, den Reinkarnationen der Verstorbenen.
- Akundaliro und Akumatewa (ein Mann und eine Frau) überlegten sich eines Tages, dass es gut wäre, den Nyau-Tanz zu nutzen, um die Mädchen während ihrer Initiation zu erschrecken. Es gab also schon vorher Nyau, dies würde also lediglich erklären, wie der Nyau-Tanz eingebettet wurde in die Initiation von Mädchen (Chinamwali).
- Als Makewana, eine Regenpriesterin der Chewa, feststellte, dass die Leute den Häuptlingen nicht den nötigen Respekt zollten, erfand sie Nyau. Sie erlaubte einigen Häuptlingen, den Tanzplatz für Nyau (bwalo) zu installieren. Als dann die ersten Tänze stattfanden, stellte Makewana tatsächlich fest, dass die Häuptlinge deutlich mehr Respekt bekamen.

## Die Tänze
Die normalen Nyau-Tänze werden zu jeder Jahreszeit veranstaltet, aber immer nachts bzw. am späten Nachmittag. Außerdem dauern diese Tänze nicht länger als eine Nacht, im Gegensatz zum gule wamkulu. Meist finden diese Tänze bei Begräbnissen von Häuptlingen oder Mitgliedern des Nyau-Kultes in dem Dorf des Verstorbenen statt. Gegen Bezahlung von einigen Kwacha treten die maskierten Tänzer aber auch bei Begräbnissen von „normalen“ Dorfbewohnern auf. Je nach Status des Verstorbenen finden mehr oder weniger viele Masken und Tiergestalten Verwendung.

### Wichtige Orte der Nyau
Drei Plätze werden für die Tänze benötigt:
Zum einen das sogenannte dambwe, ein versteckter Ort, meist auf dem dorfeigenen Friedhof. Dort findet die Initiation für neue Nyau-Mitglieder statt, aber auch die Herstellung der Masken und die Vorbereitung für die Tänze. Das dambwe darf nur von Nyau-Mitgliedern betreten werden; insbesondere Frauen ist der Aufenthalt in der Nähe des dambwe strengstens untersagt.
Der zweite Platz ist der liunde. Dort werden die großen und schweren Tierfiguren, die zum Teil von bis zu zwölf Mann bewegt werden, angelegt. Der liunde befindet sich meist in der Nähe des Dorfes unter einem Baum mit einem Sichtschutz aus Gras.
Der Ort, an dem die eigentlichen Tänze stattfinden, ist der sogenannte bwalo. Der bwalo ist ein offener Dorfplatz, auf dem sich die Dorfgemeinschaft zusammenfinden kann, um den Tänzen beizuwohnen.

### Ablauf eines Nyau-Tanzes
Ein Nyau-Tanz wird eröffnet durch den Tanz von anwesenden Häuptlingen, die so ihren Respekt an die Ahnen zollen, bzw. an den Ahnen, der durch diesen Nyau-Tanz geehrt werden soll. Die Tänzer kommen nacheinander vom liunde zum Dorfplatz, dem bwalo. Falls der Verstorbene vor seinem Tod eine bestimmte Maske oder Tierstruktur erbeten hat, so tritt diese zuerst auf. Auf dem bwalo tanzen sie entsprechend ihrem Charakter bzw. entsprechend ihrer Tierfigur zu den sechs Trommeln, die den Rhythmus angeben. Während des Auftritts eines Nyau werden von den Frauen des Dorfes Nyau-Lieder gesungen, die meist von Verhaltensregeln im Dorf handeln. Die Frauen tanzen dabei selbst und werden unter Umständen vom tanzenden Nyau umhergescheucht, was seinen jeweiligen Charakter unterstreichen soll.

### Gule wamkulu
Gule wamkulu (großer Tanz) ist der größte, bekannteste und längste Tanz der Nyau und wird auch pemphero lathu lalikulu la mizimu (unser großes Gebet an die Verstorbenen) oder gulu la anamwaliri (Tanz der Verstorbenen) genannt. Dieser Tanz dient der Huldigung der Toten (kuchitira ulemu kwa amwaliri). Er findet zu Gedenkfeiern von Häuptlingen und ähnlich wichtigen Verstorbenen statt, zum Teil aber auch zu Beerdigungen von Nyau-Mitgliedern oder anderen wichtigen Persönlichkeiten (z. B. Häuptlinge). Da es sehr kostenintensiv ist, so viele Tänzer zu versorgen und Masken und Tierfiguren herstellen zu lassen, kommt es häufig vor, dass sich mehrere Dörfer zusammenschließen und den gule wamkulu gemeinsam feiern. Meist findet „der große Tanz“ nach der Ernte und kurz vor der Regenzeit statt (etwa August – November). Der gule wamkulu ist insofern besonders, da diesem Tanz eine religiöse Signifikanz beigemessen wird, die zwar zum Teil auch für die „normalen“ Tänze gilt, hier aber besonders zur Geltung kommt.
Die Tänze finden an drei aufeinanderfolgenden Nächten statt, aber auch tagsüber laufen einige Nyau durch das Dorf. Dabei erschrecken sie die dortigen Bewohner, insbesondere Frauen, oder spielen mit den Kindern und singen mit den Frauen, je nachdem, welchen Charakter oder welches Tier sie verkörpern.
Seit 2005 gehört gule wamkulu zu den 90 „Meisterwerken des mündlichen und immateriellen Erbes der Menschheit“, einem Programm der UNESCO zur Erhaltung immaterieller Kulturgüter, und wurde 2008 in die UNESCO-Liste des immateriellen Kulturerbes der Menschheit übernommen.

## Religiöser Hintergrund zu den Tänzen
Die besondere Bedeutung des gule wamkulu liegt darin, dass die Nyau, während sie tanzen, in einen engen Kontakt zu den Toten (mizimu) treten, denen dadurch gehuldigt wird. Die Ahnen, so der Glaube der Chewa, versammeln sich während des gule wamkulu zusammen mit den Lebenden auf dem bwalo, um ebendiese Huldigung entgegennehmen zu können. Sind die Ahnen zufrieden mit dem, was ihnen geboten wird, so die Überzeugung der Chewa, dann legen diese ein gutes Wort bei Chiuta, dem Gott der Chewa, ein.
Des Weiteren ist es wichtig, für jeden Chewa zu zeigen, dass er/sie die Traditionen der Ahnen achtet und selbst befolgt. Denn nur wer die Traditionen befolgt, wird später von den Verstorbenen (mizimu) aufgenommen. Von daher ist es auch wichtig, während eines Begräbnisses durch traditionelle Lieder und Tänze, wie z. B. Nyau, zu zeigen, dass der Verstorbene ein Befolger der Tradition war. Denn jeder Tote, der nicht in die Welt der mizimu aufgenommen wurde, wird dem Glauben der Chewa nach zumindest für einige Zeit die Lebenden auf meist negative Art und Weise heimsuchen, was meist in Träumen geschieht.

## Masken und Tiergestalten
Sowohl die Tiergestalten als auch die Masken, die menschliche Charaktere repräsentieren, werden zirombo, also „wilde Tiere“, genannt. Die Kostüme und Masken, die die Tänzer tragen, sind meist sehr bunt und werden aus den unterschiedlichsten Materialien hergestellt. Einige Tänzer treten aber auch nackt auf, wobei aber auch hier immer das Gesicht durch eine Maske versteckt wird, da niemand wissen darf, wer sich unter der jeweiligen Maske befindet.

### Einige Masken und ihre Bedeutung

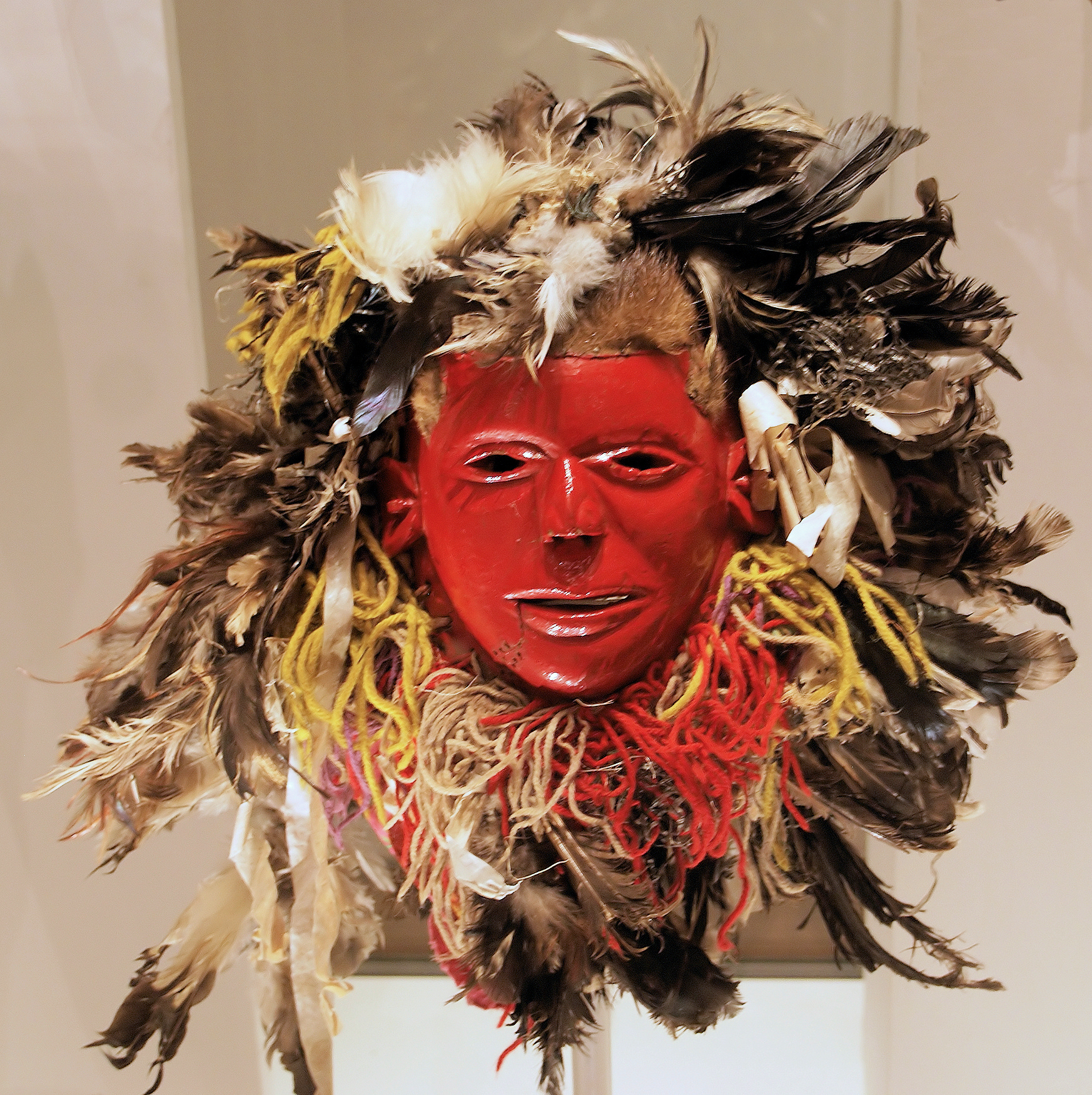
Nyau-Maske, u. U. Simoni oder Ndatola

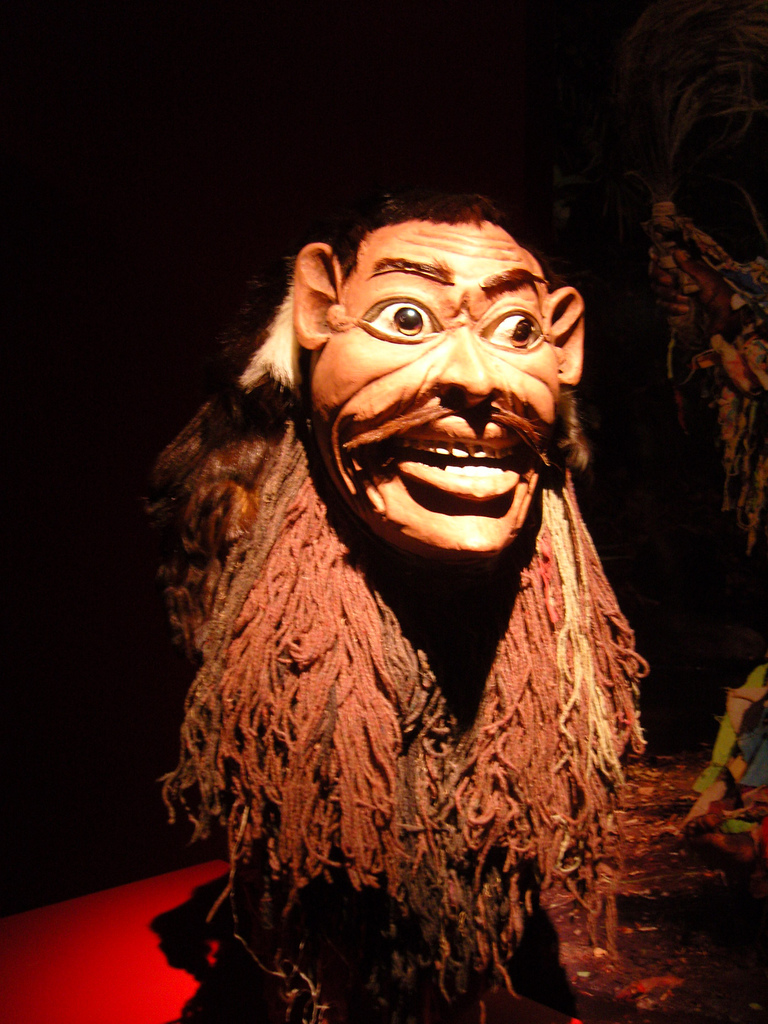
Nyau-Maske, unbekannter Charakter

Die Vielfalt der Masken ist riesig, da immer wieder neue Charaktere dazu kommen, im Gegensatz zu den Tierstrukturen. Zum einen dienen die Masken dazu, die Lebenden an den traditionellen Glauben ihrer Ahnen zu erinnern und daran, dass diese mit den Lebenden in Verbindung stehen, zum andern aber auch, um moralische Vorstellungen weiterzugeben. Im Folgenden werden einige Masken in alphabetischer Reihenfolge vorgestellt:
- Bwana wokwera pa ndege/pa galimoto („ein Herr im Flugzeug/Auto“) repräsentiert einen „Weißen“ und soll veranschaulichen, dass diejenigen, die schon vor ihrem Tod Macht und Geld besaßen, dies auch nach ihrem Tod behalten werden.
- Chabwera kumanda („der, der vom Grab zurückkam“) ist ein Charakter, der die Leute ärgert, da er für einen Verstorbenen steht, der seinen Verwandten immer wieder im Traum erscheint und Aufmerksamkeit oder Opfergaben (Bier, Fleisch etc.) verlangt. Während seines Tanzes jagt er Leute durch die Gegend, was seine Eigenschaften unterstreicht.
- Gutende ist ein unbarmherziger Geist eines Ahnen, mit einer roten Holzmaske und zwei langen Hörnern. Er steht für einen verstorbenen Mörder.
- Kachipapa oder mdzalira („der, der weint“) singt und tanzt mit den Frauen und trauert zusammen mit diesen um den Verstorbenen.
- Kamatuwa trägt nur eine Maske und bewegt sich ansonsten nackt, wobei er seinen Körper mit Asche eingerieben hat. Er steht für einen Verstorbenen, der dringend Hilfe benötigt (ähnlich ndatola) und seine Verwandten erinnern will, dass er noch nicht von den anderen mizimu aufgenommen wurde.
- Kasinja oder Kamchacha ist der Bote für wichtige Verstorbene. Dieser Charakter dient zum Teil als Moderator und sagt an, welche Figur als Nächstes auftritt.
- Kamkhwindi oder kambubunde ist ein boshafter Ahne, was durch seine schwarze Maske und sein verrücktes Benehmen (Leute attackieren etc.) verdeutlicht wird. Dieser Charakter singt nicht, sondern schreit höchstens und wird von den Frauen beschimpft.
- Maliya (evtl. von Maria) repräsentiert einen weiblichen Verstorbenen (mizimu), die sich vor allen Dingen durch ihre Güte auszeichnet und mit den Dorfbewohnern tanzt und singt.
- Mfiti („Hexe“) hat ein sehr hässliche Maske und insgesamt ein sehr abgerissenes und zottiges Aussehen. Das äußere Auftreten der mfiti unterstreicht ihren bösen Charakter und soll veranschaulichen, dass eine Hexe auch nach ihrem Tod weiterhin böse und niederträchtig bleibt.
- Ndatola repräsentiert den Geist eines Verstorbenen, der seine Verwandten um Hilfe bittet. Außerdem stiehlt er Hühner o. ä., was die Betroffenen erst gegen einen kleinen Obolus zurückerhalten. Ndatola trägt eine rote Maske und (Bananen-)Blätter um die Hüfte.
- Pedegu ist ein gutmütiger Ahn und soll verdeutlichen, dass Aussehen nicht auf den Charakter schließen lässt. Dies wird verdeutlicht, indem pedegu in seinen Lumpen sehr wild und gefährlich aussieht, sich aber zuvorkommend verhält.
- Simoni (evtl. von Simon Petrus) hat eine rote Maske, die an einen Engländer mit Sonnenbrand erinnern soll. Aufgrund dessen trägt er einen aus Lumpen geschneiderten Anzug, und es wird gemutmaßt, dass dieser Charakter als Karikatur auf die englischen Kolonialisten zu verstehen ist.

### Einige Tierfiguren und ihre Bedeutung
Die Tierfiguren repräsentieren wilde Tiere (nyama za ku tchire), die auch für den Tod von Menschen verantwortlich sind und somit gefürchtet werden. Unter den Tierfiguren der Nyau gibt es eine gewisse Hierarchie. Es gibt einige wichtige (z. B. der Elefant njobvu) und einige weniger wichtige Figuren. Unter den Chewa besteht der Glaube, dass diese Tiere für wichtige Ahnen stehen und deren Machtposition und eventuell deren Gefährlichkeit verdeutlichen sollen.
Die Figuren haben meist eine fassähnliche Form, mit einem Einstiegsloch am Boden. Innen sind Stäbe angebracht, damit die Figur während des Tanzes umhergetragen werden kann. Alle Figuren sind so konstruiert, dass der Tänzer komplett darin verschwindet und nur seine Füße zu sehen sind.
Im Folgenden werden die sieben wichtigsten Tierfiguren und ihre Bedeutung erklärt.
- Njobvu („der Elefant“) ist die wichtigste Figur überhaupt. Es werden vier Nyau-Tänzer benötigt, um diese Figur bewegen zu können. Njobvu steht für einen wichtigen Häuptling, da der Elefant als König der Tiere angesehen wird, aufgrund seiner Größe. Aufgrund dessen tritt Njobvu auch nur bei Beerdigungen von Häuptlingen in Erscheinung.
- Ndondo („die Schlange“) ist die zweitwichtigste Figur nach njobvu und wird von bis zu zwölf Männern bewegt. Sie steht für einen sehr mächtigen Verstorbenen und tritt häufig an Begräbnissen von wichtigen Nyau-Mitgliedern auf.
- Kalulu („der Hase“) wird nur von einem Mann getragen. Während kalulu tanzt, wirbeln andere Nyau-Mitglieder Staub auf, um die Sicht auf kalulu zu verdecken. Die Figur steht für einen weisen alten Mann.
- Kasiya maliro („die Antilope“) steht für einen Toten, der andere Verstorbene in das Ahnenreich überführt. Die Figur wird von drei Leuten getragen und trauert mit den Angehörigen des Verstorbenen während eines Begräbnisses und geht außerdem der Beerdigungsprozession voraus.
- Mkango („der Löwe“) steht für den bösen Geist eines Verstorbenen, der Leute attackiert und sogar töten kann. Aufgrund dessen rennen die Frauen weg, sobald sie mkango erblicken. Diese Tierfigur soll verdeutlichen, dass man die Ahnen, wie einen Löwen, nicht verärgern soll, da sie ansonsten die Lebenden attackieren aufgrund der Respektlosigkeit ihnen gegenüber.

## Deutung des Nyau-Kultes
Auch wenn Nyau sich seit dem Beginn der Kolonialzeit in dieser Region stark verändert hat, so hat es doch seine Bedeutung als Besänftigung für die Geister von Verstorbenen noch nicht gänzlich verloren. Es wurden zwei Theorien von van Breugel aufgestellt, wie Nyau verstanden werden kann.
Zum einen meint er, dass Nyau als Gebet zu den Geistern der Ahnen (mizimu) interpretiert werden kann. Dieses Gebet ist in eine Art mystisches Theaterstück eingebettet, was außerdem dazu dient, den Menschen das Leben der mizimu zu veranschaulichen und darzulegen, warum diese verehrt werden müssen. Dies geschieht vor allen Dingen aus Angst davor, dass die Geister die Lebenden heimsuchen und solange leiden lassen (durch Unglück, Unfruchtbarkeit etc.), bis sie das bekommen, was sie verlangen.
Eine andere Erklärung, die van Breugel gibt, deutet Nyau als eine Veranschaulichung von sozialen Verhaltensnormen im normalen Dorfleben. Nyau soll demnach als Verdeutlichung dienen, wie man sich nicht verhalten soll, da das Verhalten der mizimu nicht normal ist und man als Mensch nicht dasselbe Benehmen haben soll wie der Geist eines Verstorbenen.